# Jean-Baptiste Carpeaux

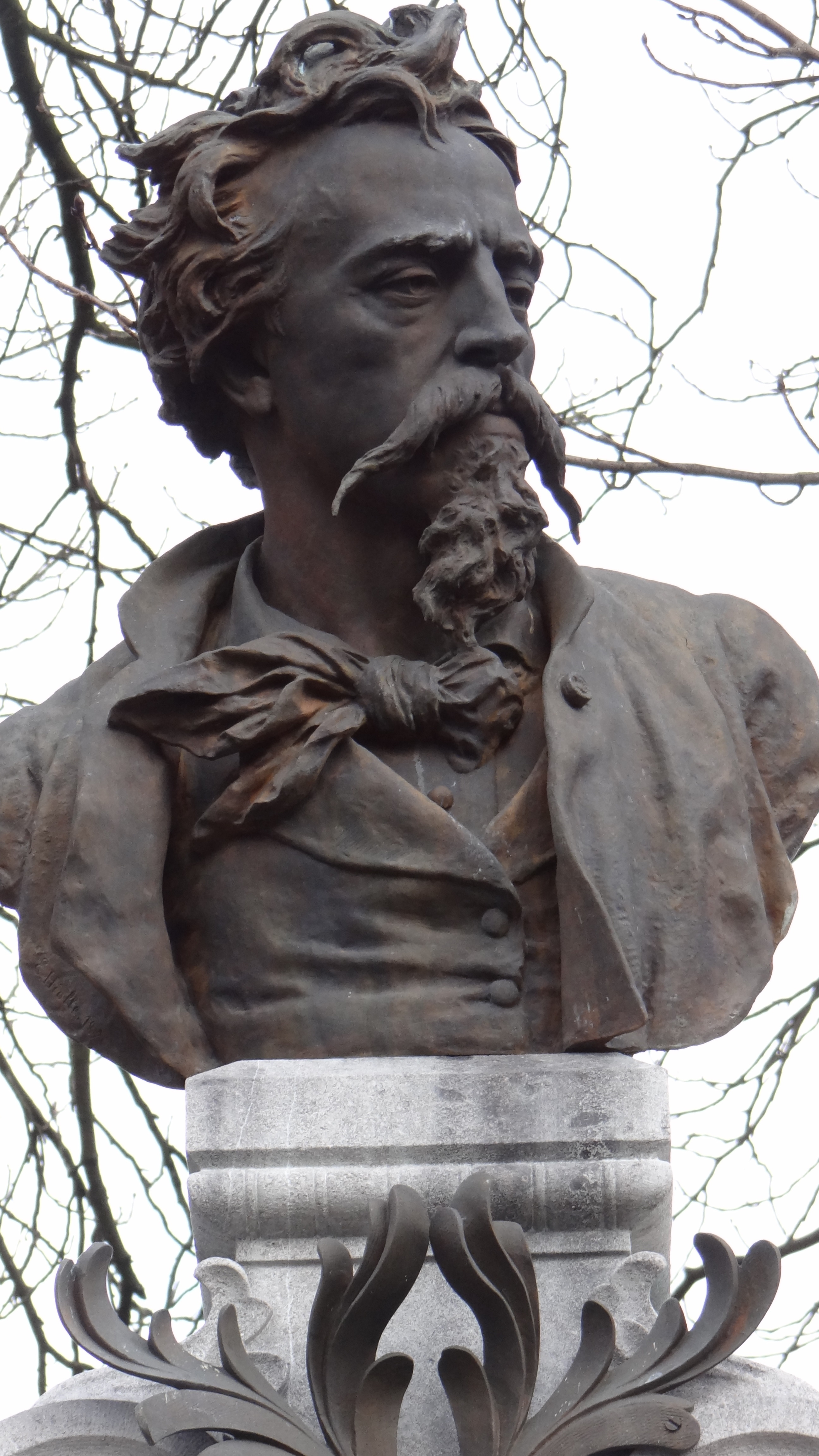
Jean-Baptiste Carpeaux

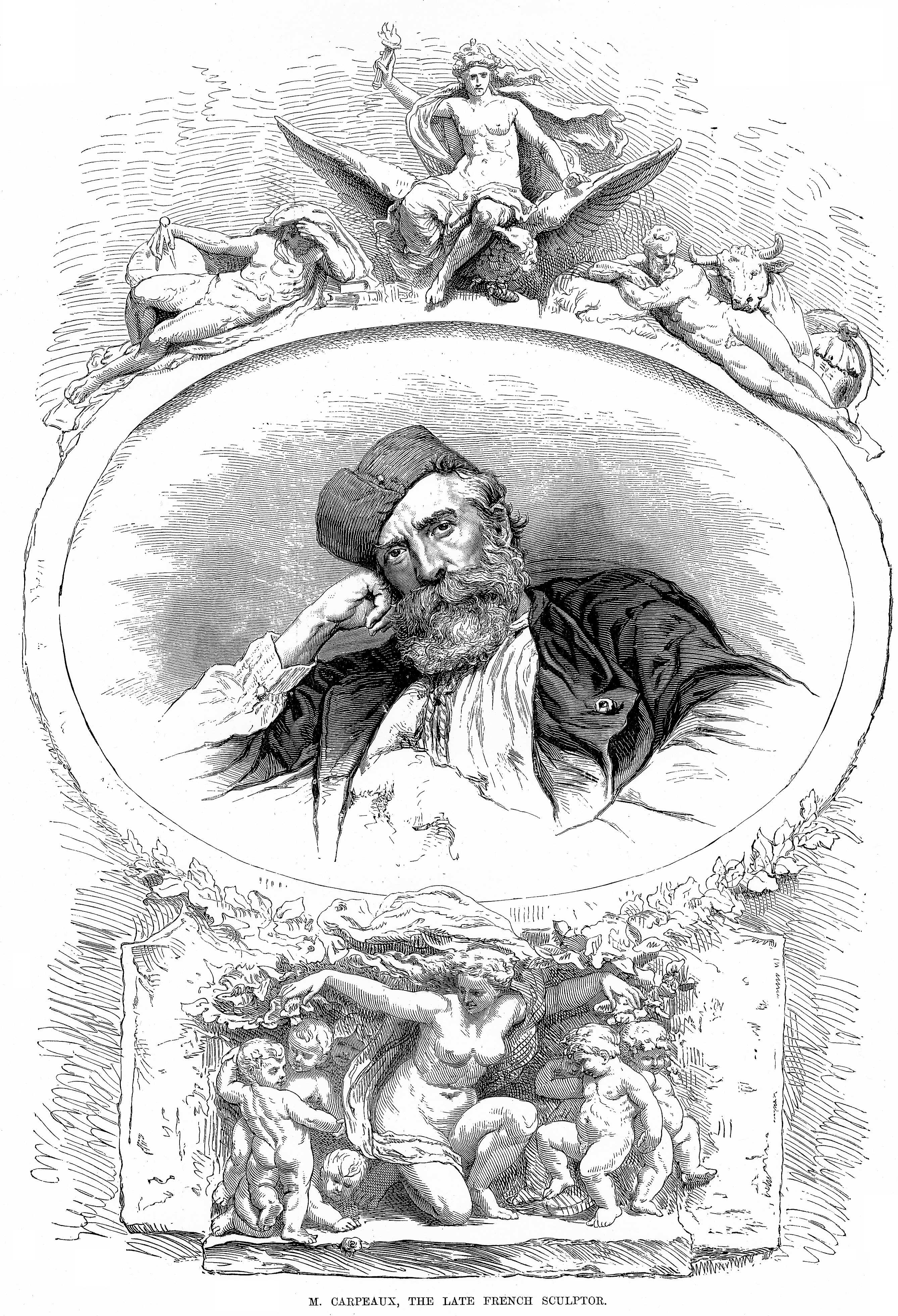
Jean-Baptiste Carpeaux

Jean-Baptiste Carpeaux (14. května 1827, Valenciennes, Francie - 12. října 1875, Courbevoie) byl francouzský sochař a malíř.
Byl nejvýznamnějším sochařem ve Francii a také portrétistou v době tzv. druhého císařství za vlády Napoleona III. Je autorem slavného dynamického sousoší Tance na průčelí pařížské Opery (1869) a alegorických postav na fontáně Čtyř světových stran.
V roce 2014 se konala v pařížském Musée d'Orsay velká výstava jeho děl.